# Авл Ліциній Нерва Сіліан (консул 65 року)
Авл Ліциній Нерва Сіліан (лат. Aulus Licinius Nerva Silianus; ? — 68) — державний діяч часів ранньої Римської імперії, консул 65 року.

## Життєпис
Походив з роду Ліциніїв, його гілки Сіліанів. Син Авла Ліцинія Нерви Сіліана та онук Авла Ліцинія Нерви Сіліана, консула 7 року. Здобув гарну освіту. Завдяки родинному статусу, доволі успішно пройшов усі державні щаблі.
У 65 році став консулом разом з Марком Юлієм Вестіном Аттіком. Його каденція тривала до квітня, коли Сіліана змінив консул-суффект Гай Помпоній Пій. Невідомо яким чином зачепив змову Пізона проти імператора Нерона. Втім після 65 року нічого про Сіліана невідомо.